# Desierto costero atlántico
El desierto costero atlántico es una ecorregión de la ecozona paleártica, definida por WWF, que se extiende por la costa de Mauritania y el Sáhara Occidental.

## Descripción
Es una ecorregión de desierto que ocupa 39.900 kilómetros cuadrados en el extremo occidental del desierto del Sahara, a lo largo de la costa de Mauritania y el Sahara Occidental, donde la neblina generada en el océano Atlántico por la corriente marina de las Islas Canarias proporciona suficiente humedad para el crecimiento de líquenes, suculentas y arbustos.

## Fauna
Es una ecorregión clave para las aves migratorias, y alberga la mayor población del mundo de la amenazada foca monje del Mediterráneo (Monachus monachus).

## Flora
Fagonia harpago, Zygophyllum waterloii, Limoniastrum  weygandiorum, Echiochilon chazaliei y Limoniastrum ifniense.

## Estado de conservación
Relativamente estable/Intacto. 